# Fons de maniobra

Representación gràfica del Fons de maniobra
Mostra com en una empresa estructurada coherentment i equilibrada financerament els Recursos permanents han de finançar part de l'Actiu corrent perquè, en realitat, una part d'aquest es comporta com a Actiu no corrent.

El Fons de maniobra, Fons de rotació, Capital circulant, Capital corrent o Capital de treball (en anglès: Working capital o Current capital) és una ràtio financera que serveix per analitzar la situació patrimonial i financera d'una empresa. Exactament calcula quin és el superàvit dels recursos permanents d'una empresa sobre el total de les seves despeses d'inversió. Des d'una interpretació financera és la part de l'actiu corrent que és finançada amb recursos permanents. L'anàlisi del fons de maniobra ve justificada pel fet que a l'empresa hi ha elements que, teòricament segons la comptabilitat, són actiu corrent, però que en realitat s'estan comportant com actius no corrent amb permanència a llarg termini i, per tant, es podrien qualificar com inversions a llarg termini; tal és el cas de l'estoc mínim de seguretat, el saldo mínim de tresoreria, i el saldo de clients que moltes empreses acostumen a mantenir. Davant d'aquesta evidència, una empresa estructurada coherentment i equilibrada financerament hauria de tenir un Fons de maniobra positiu, ja que sinó l'empresa podria tenir problemes per fer front als seus pagaments a curt termini. Per tant, el Fons de maniobra és la part dels Recursos permanents que una empresa utilitza per a finançar les operacions del dia a dia, i és desitjable sigui així perquè en cas contrari, si es finança les operacions a curt termini amb préstecs a curt termini, es pot trobar que no pugui fer front als deutes a curt termini abocant-la a fer suspensió de pagaments.

## Aproximació primària

### Càlcul
Una aproximació bàsica i primària al Fons de maniobra consisteix a agafar les masses patrimonials d'un balanç de situació i calcular-lo com l'actiu corrent menys el passiu corrent o, cosa que és el mateix, els Recursos permanents (passiu no corrent) menys l'actiu fix (actiu no corrent).
FONS DE MANIOBRA = [Recursos permanents] (Patrimoni Net + Passiu no corrent) - Actiu no corrent =(Hauria de ser positiu)
FONS DE MANIOBRA = Actiu corrent - Passiu corrent =(Hauria de ser positiu)

### Interpretació bàsica
El càlcul primari del Fons de maniobra pot presentar tres situacions diferents:
1. Fons de maniobra positiu: En aquest cas, els Recursos permanents de l'empresa són superiors a l'actiu fix, és a dir, els Recursos permanents més que cobreixen les necessitats a llarg termini de l'empresa. L'equilibri financer és respectat i l'empresa disposa, gràcies al fons de maniobra, d'un superàvit de recursos estables que li permetran finançar altres necessitats de finançament a curt termini.
2. Fons de maniobra neutre: En aquest cas, els Recursos permanents de l'empresa són iguals a l'actiu fix, és a dir, els recursos estables cobreixen les necessitats a llarg termini de l'empresa. Tanmateix, com que part de l'actiu corrent es comporta com a actiu no corrent, en realitat l'empresa no disposa de cap superàvit de Recursos permanents per a finançar el seu cicle d'explotació, cosa que fa que el seu equilibri financer sigui precari.
3. Fons de maniobra negatiu: En aquest cas, els Recursos permanents de l'empresa són inferiors a l'actiu fix, és a dir, els Recursos permanents ni cobreixen les necessitats a llarg termini de l'empresa. La regla elemental de l'equilibri financer no és respectada i l'empresa està finançant una part de les seves necessitats a llarg termini per mitjà de recursos a curt termini, cosa que li fa córrer un perill d'insolvència imminent. Una situació com aquesta comporta generalment una acció ràpida per part de l'empresa per a augmentar els seus recursos a llarg termini.

Tot i aquesta anàlisi bàsica, hi ha empreses de determinats sectors econòmics molt específics que per les característiques de la seva activitat poden mantenir un Fons de maniobra ja no neutre, sinó inclús negatiu, sense que això signifiqui en cap cas un risc d'insolvència. Aquestes són els hipermercats o models similars d'empreses que paguen als proveïdors amb un cert retard i pel contrari, cobren als seus clients en efectiu.

## Aproximació global

### Fons de rotació net global
L'elaboració d'un balanç funcional permet agrupar acuradament el conjunt de despeses i de recursos a llarg termini de l'empresa:
- al passiu del balanç:
  - capitals propis;
  - amortitzacions i depreciacions constituïts per l'empresa amb l'objectiu de renovar el seu capital fix;
  - provisions per a riscos;
  - provisions per a despeses;
  - deutes financers estables (deutes financers sense descoberts bancaris)

- a l'actiu del balanç:
  - els actius fixos, que són avaluats pel seu valor brut per tenir en compte el cost real de la seva adquisició sense prendre en compte les amortitzacions ja realitzades per l'empresa. Es pot distingir el capital fix segons la seva naturalesa (immaterial, material i financer)

Per tant:
Fons de rotació = recursos estables - usos estables
O, des d'un punt de vista comptable:
Fons de rotació = recursos durables - actiu immaterial
El FRNG es calcula a partir del balanç abans del repartiment. Per tant, el resultat de l'exercici és inclòs als capitals propis.
Totes les provisions formen part dels recursos durables, incloent-hi les amortitzacions i depreciacions de l'actiu, car el seu volum roman sovint en el temps, cosa que permet assimilar-los a recursos durables.
Els deutes financers figuren entre els recursos durables. Tanmateix, els descoberts bancaris, els saldos bancaris creditors i els interessos pagats en queden exclosos. Els dos primers constitueixen el passiu de tresoreria i el tercer és un deute no d'explotació.
No existeix un valor ideal pel fons de maniobra, ja que dependrà de les característiques de l'empresa i de la duració i composició del seu període mitjà de maduració o cicle d'explotació.

## Fons de maniobra necessari
El fons de maniobra necessari representa els diners necessaris que ha de tenir l'empresa per a poder tirar endavant la seva activitat i no caure en fallida. Aquest valor es pot comparar amb el fons de maniobra real que té l'empresa i que es pot obtenir de les dades del seu balança mitjançant la diferència entre l'actiu corrent i el passiu corrent.
Càlcul del fons de maniobra necessari:
- Mètode de la mitjana de les masses patrimonials. Per aquest mètode, el càlcul es fa mitjançant la fórmula:

| Fons de maniobra necessari=Mitjana saldo comptes d'existències+ Mitjana saldo comptes de clients+ Mitjana saldo comptes d'efectiu-Mitjana saldo comptes de proveïdors |

Exemple:
L'empresa TROLL, SL, dedicada a la compravenda de vaques, coneix les dades referents a la seva activitat. El valor mitjà del conjunt de vaques que manté durant tot l'exercici és de 60.000 euros. Les vendes mensuals acostumen a ser constants, i són uns 30.000 euros, dels quals en cobra la meitat al comptat i la resta en 30 dies. Cada mes compra vaques per un import de 10.000 euros que paga cada 60 dies. Finalment, el saldo mitjà d'efectiu que manté a caixa és de 15.000 euros
CÀLCUL DEL FONS DE MANIOBRA NECESSARI
Saldo mitjà comptes d'existències: 60.000 euros
Saldo mitjà comptes de clients: 15.000 euros (cobra la meitat de les vendes mensuals al comptat i la resta a 30 dies)
Saldo mitjà comptes de proveïdors: 20.000 euros (paga cada 60 dies)
Saldo mitjà comptes d'efectiu: 15.000 euros
FMN: 60000 + 15000 + 15000 - 20.000 = 70.000